# Neocolobopterus ballioni
Neocolobopterus ballioni är en skalbaggsart som beskrevs av Schmidt 1906. Neocolobopterus ballioni ingår i släktet Neocolobopterus och familjen Aphodiidae. Inga underarter finns listade i Catalogue of Life.